# Emil Wolf
Emil Wolf (* 30. Juli 1922 in Prag; † 2. Juni 2018) war ein US-amerikanischer Physiker, der sich mit Optik und Quantenoptik beschäftigte.

## Leben und Werk
Wolf verließ wie sein Bruder (sie wurden als Juden verfolgt, ihre Eltern starben im Holocaust) nach dem deutschen Einmarsch in die Tschechoslowakei 1939 seine Heimat und ging über Italien und Frankreich 1940 nach Großbritannien. Er studierte an der Bristol University, wo er 1945 seinen Bachelor in Mathematik und Physik erwarb und 1948 promovierte. 1951 bis 1954 war er Assistent von Max Born an der University of Edinburgh (wo er an dessen Neuauflage des berühmten Optik-Buches mitarbeitete und 1955 seinen Doktortitel erhielt) und war danach an der Universität Manchester. Ab 1959 war er Professor an der University of Rochester, zuletzt war er dort Wilson Professor of Optical Physics.
Wolf wurde durch theoretische Untersuchungen zur Optik (wie Theorie der Beugung, Kohärenzeigenschaften und Polarisationseigenschaften optischer Felder, Spektroskopie teil-kohärenten Lichts, Streutheorie und inverse Streutheorie) und durch mehrere Standardwerke über Optik und Quantenoptik bekannt, mit Ko-Autoren wie Max Born und Leonard Mandel. Nach ihm ist der Wolf-Effekt der Frequenzverschiebung benannt.

## Ehrungen und Auszeichnungen (Auswahl)
- 1978 Präsident der Optical Society of America (OSA)
- 1977 Frederic Ives Medal der OSA
- 1980 Albert A. Michelson Medal des Franklin Institutes
- 1987 Max Born Award der OSA[3]
- 1987 Marconi Medaille des italienischen Forschungsrats[3]
- 1991 Goldmedaille der tschechischen Akademie der Wissenschaften
- 2010 G. G. Stokes Award der SPIE[4]
- Wolf ist mehrfacher Ehrendoktor (unter anderem der Universitäten Edinburgh, Bristol, Aalborg, Groningen, Quebec, Olmütz).
- Von 1961 bis 2015 war er Herausgeber der Serie Progress in Optics des Elsevier Verlags.[5]

## Schriften
- mit Max Born: Principles of Optics, 7. Auflage, Cambridge University Press 1999
- mit Mandel: Optical coherence and quantum optics, Cambridge University Press 1995
- mit Mandel: Coherence properties of optical fields, Reviews of Modern Physics, Bd. 37, 1965, S. 231, Rückblick auf ihre Arbeit von Mandel, Wolf in Science Citation Classics, PDF-Datei
- Introduction to the theory of coherence and polarization of light, Cambridge University Press 2007
- Selected works of Emil Wolf with commentary, World Scientific 2001
- Herausgeber mit Leonard Mandel: Selected papers on coherence and fluctuations of light, 1850–1966, SPIE Optical Engineering Press, 1990